# Тинко Ефтимов
Тинко Ефтимов е канадски и български физик, специалист в областите на оптични влакна, поляризацията и флуоресценцията.

## Биография
Тинко Александров Ефтимов е роден на 30 октомври 1955 г. в град Пловдив, в семейство на лекари. Той завършва френския лицей „Рене Декарт“ в Алжир през 1972 г. и английската гимназия „Гео Милев“ в Русе през 1975 г. Служи в НШЗО „Хр.Ботев“, гр. Плевен.
През 1982 г. завършва специалност „Инженерна физика“ в Катедрата по квантова електроника към Физическия факултет на СУ „Св. Кл. Охридски“. От 1986 г. до 1990 г. е последователно асистент и старши асистент в катедра „Приложна физика“ към Техническия университет в София. Там през 1989 г. защитава кандидатска дисертация.
От 1990 до 1991 е научен сътрудник и старши асистент в Технически университет в Хелзинки. През 1991 г. получава двегодишна стипендия на Съвет по естествени науки и инженерни изследвания на Канада за пост-докторант в лаборатория по оптоелектроника, университета на Квебек в Гатино, Квебек, Канада. След това се завръща за кратко в България и продължава да работи в ТУ-София.
От 1995 г. е научен сътрудник в университета на Квебек в Гатино (https://uqo.ca), а от 1997 г. до 2001 г. е инженер в компанията „Джей Ди Ес-Юнифейз“ в Отава. От 2002 г. до 2005 г. е професор в Университета на Квебек в Гатино.
От 2006 г. до лятото на 2016 г. е последователно доцент и професор във Физическия факултет на Пловдивския университет. През 2010 г. му е
присъдена научната степен „доктор на физическите науки“. През 2011 г. е избран за декан на факултета, а след това е ръководител катедра „Оптика и атомна физика“.
От 2016 г. е редовен професор в университета на Квебек в Гатино. През периода 2020-2021 е директор на Централната Лаборатория по Приложна Физика (ЦЛПФ) на БАН, град Пловдив. Ръководител е на Изследователския център по фотоника към Университета на Квебек и на група по Оптични сензори към ЦЛПФ-БАН, град Пловдив.
Съавтор е на над 150 публикации (статии в списания и конференции, монографии и глави от книги) и девет патента.
От 1999 г. до 2001 г. е председател на Българската общност в Националния столичен район в Канада.